# جایزه گلدن گلوب بهترین فیلم بلند پویانمایی
جایزه گلدن گلوب بهترین فیلم بلند پویانمایی یکی از جوایز گلدن گلوب است که برای نخستین بار در شصت و چهارمین مراسم گلدن گلوب در سال ۲۰۰۷ اهدا شد.

## برندگان و نامزدها

### دههٔ ۲۰۰۰
| سال                           | فیلم                           | نامزد                              | استودیو                                                                                       | توزیع‌کننده                          |
| ----------------------------- | ------------------------------ | ---------------------------------- | --------------------------------------------------------------------------------------------- | ----------------------------------- |
| شصت و چهارمین مراسم گلدن گلوب | ماشین‌ها                        | جان لستر                           | والت دیزنی پیکچرز، پیکسار                                                                     | استودیو سینمایی والت دیزنی          |
| شصت و چهارمین مراسم گلدن گلوب | خوش‌قدم                         | جرج میلر                           | ویلیج رودشو پیکچرز، Animal Logic, Kennedy Miller Productions                                  | برادران وارنر پیکچرز                |
| شصت و چهارمین مراسم گلدن گلوب | خانه هیولا                     | Gil Kenan                          | ImageMovers, امبلین انترتینمنت، رلتیویتی مدیا                                                 | کلمبیا پیکچرز                       |
| شصت و پنجمین مراسم گلدن گلوب  | راتاتویی                       | برد برد                            | Walt Disney Pictures, Pixar Animation Studios                                                 | Walt Disney Studios Motion Pictures |
| شصت و پنجمین مراسم گلدن گلوب  | فیلم زنبور                     | سایمون جی. اسمیت and Steve Hickner | دریم‌ورکس انیمیشن                                                                              | پارامونت پیکچرز                     |
| شصت و پنجمین مراسم گلدن گلوب  | فیلم سیمپسون‌ها                 | دیوید سیلورمن                      | انیمیشن قرن بیستم، گارسی فیلمز                                                                | استودیوهای قرن بیستم                |
| شصت و ششمین مراسم گلدن گلوب   | وال-ئی                         | اندرو استنتون                      | Walt Disney Pictures, Pixar Animation Studios                                                 | Walt Disney Studios Motion Pictures |
| شصت و ششمین مراسم گلدن گلوب   | تیزپا                          | کریس ویلیامز and بایرون هاوارد     | Walt Disney Pictures, استودیو انیمیشن والت دیزنی                                              | Walt Disney Studios Motion Pictures |
| شصت و ششمین مراسم گلدن گلوب   | پاندای کونگ‌فوکار               | مارک آزبرن and جان استیونسن        | DreamWorks Animation                                                                          | Paramount Pictures                  |
| شصت و هفتمین مراسم گلدن گلوب  | بالا                           | پیت داکتر                          | Walt Disney Pictures, Pixar Animation Studios                                                 | Walt Disney Studios Motion Pictures |
| شصت و هفتمین مراسم گلدن گلوب  | ابری با احتمال بارش کوفته‌قلقلی | فیل لرد و کریستوفر میلر            | سونی پیکچرز انیمیشن                                                                           | Columbia Pictures                   |
| شصت و هفتمین مراسم گلدن گلوب  | کورالاین                       | هنری سیلیک                         | لایکا، Pandemonium                                                                            | فوکس فیچرز                          |
| شصت و هفتمین مراسم گلدن گلوب  | آقای فاکس شگفت‌انگیز            | وس اندرسن                          | 20th Century Fox Animation, American Empirical Pictures, ریجنسی انترتینمنت، Indian Paintbrush | 20th Century Fox                    |
| شصت و هفتمین مراسم گلدن گلوب  | شاهدخت و قورباغه               | ران کلمنتس and جان ماسکر           | Walt Disney Pictures, Walt Disney Animation Studios                                           | Walt Disney Studios Motion Pictures |

### دههٔ ۲۰۱۰
| سال                             | فیلم                                        | نامزد                                            | استودیو | توزیع‌کننده                               |
| ------------------------------- | ------------------------------------------- | ------------------------------------------------ | --- | ---------------------------------------- |
| شصت و هشتمین مراسم گلدن گلوب    | داستان اسباب‌بازی ۳                          | لی آنکریچ                                        | Walt Disney Pictures, Pixar Animation Studios                                                                        | Walt Disney Studios Motion Pictures      |
| شصت و هشتمین مراسم گلدن گلوب    | من نفرت‌انگیز                                | پی‌یر کافین and کریس رناد                         | ایلومینیشن | یونیورسال پیکچرز                         |
| شصت و هشتمین مراسم گلدن گلوب    | چگونه اژدهای خود را تربیت کنیم              | کریس سندرز and دین دبلوا                         | DreamWorks Animation                                                                                                 | Paramount Pictures                       |
| شصت و هشتمین مراسم گلدن گلوب    | تردستی                                      | سیلوین شومه                                      | پتی، Django Films | سونی پیکچرز کلاسیکس                      |
| شصت و هشتمین مراسم گلدن گلوب    | گیسوکمند                                    | Nathan Greno and Byron Howard                    | Walt Disney Pictures, Walt Disney Animation Studios                                                                  | Walt Disney Studios Motion Pictures      |
| شصت و نهمین مراسم گلدن گلوب     | ماجراهای تن‌تن                               | استیون اسپیلبرگ                                  | نیکلودئون موویز، Amblin Entertainment, WingNut Films, کندی مارشال، Weta Digital, Hemisphere Media                    | Paramount Pictures and Columbia Pictures |
| شصت و نهمین مراسم گلدن گلوب     | آرتور کریسمس                                | سارا اسمیت                                       | آردمن انیمیشن، Sony Pictures Animation                                                                               | Columbia Pictures                        |
| شصت و نهمین مراسم گلدن گلوب     | ماشین‌ها ۲                                   | John Lasseter                                    | Walt Disney Pictures, Pixar Animation Studios                                                                        | Walt Disney Studios Motion Pictures      |
| شصت و نهمین مراسم گلدن گلوب     | گربه چکمه‌پوش                                | کریس میلر                                        | DreamWorks Animation                                                                                                 | Paramount Pictures                       |
| شصت و نهمین مراسم گلدن گلوب     | رنگو                                        | گور وربینسکی                                     | Nickelodeon Movies, جی کی فیلمز، اینداستریال لایت اند مجیک                                                           | Paramount Pictures                       |
| هفتادمین مراسم گلدن گلوب        | دلیر                                        | مارک اندروز and برندا چپمن                       | Walt Disney Pictures, Pixar Animation Studios                                                                        | Walt Disney Studios Motion Pictures      |
| هفتادمین مراسم گلدن گلوب        | فرنکن‌وینی                                   | تیم برتون                                        | Walt Disney Pictures, Tim Burton Productions                                                                         | Walt Disney Studios Motion Pictures      |
| هفتادمین مراسم گلدن گلوب        | هتل ترانسیلوانیا                            | گندی تارتاکوفسکی                                 | Sony Pictures Animation                                                                                              | Columbia Pictures                        |
| هفتادمین مراسم گلدن گلوب        | ظهور نگهبانان                               | Peter Ramsey                                     | DreamWorks Animation                                                                                                 | Paramount Pictures                       |
| هفتادمین مراسم گلدن گلوب        | رالف خرابکار                                | ریچ مور                                          | Walt Disney Pictures, Walt Disney Animation Studios                                                                  | Walt Disney Studios Motion Pictures      |
| هفتاد و یکمین مراسم گلدن گلوب   | یخ‌زده                                       | کریس باک and جنیفر لی                            | Walt Disney Pictures, Walt Disney Animation Studios                                                                  | Walt Disney Studios Motion Pictures      |
| هفتاد و یکمین مراسم گلدن گلوب   | غارنشینان                                   | کیرک دمیکو and Chris Sanders                     | DreamWorks Animation                                                                                                 | 20th Century Fox                         |
| هفتاد و یکمین مراسم گلدن گلوب   | من نفرت‌انگیز ۲                              | Pierre Coffin and Chris Renaud                   | Illumination Entertainment                                                                                           | Universal Pictures                       |
| هفتاد و دومین مراسم گلدن گلوب   | چگونه اژدهای خود را تربیت کنیم ۲            | Dean DeBlois                                     | DreamWorks Animation                                                                                                 | 20th Century Fox                         |
| هفتاد و دومین مراسم گلدن گلوب   | شش قهرمان بزرگ                              | Don Hall and Chris Williams                      | Walt Disney Pictures, Walt Disney Animation Studios                                                                  | Walt Disney Studios Motion Pictures      |
| هفتاد و دومین مراسم گلدن گلوب   | کتاب زندگی                                  | Jorge Gutierrez                                  | استودیوهای ریل اف‌ایکس کریتیو، 20th Century Fox Animation                                                             | 20th Century Fox                         |
| هفتاد و دومین مراسم گلدن گلوب   | غول‌های پاکتی                                | Graham Annable and Anthony Stacchi               | Laika | Focus Features                           |
| هفتاد و دومین مراسم گلدن گلوب   | فیلم لگو                                    | فیل لرد و کریستوفر میلر                          | Village Roadshow Pictures, گروه لگو، Vertigo Entertainment, دن لین، Animal Logic, برادران وارنر انیمیشن              | Warner Bros. Pictures                    |
| هفتاد و سومین مراسم گلدن گلوب   | درون و بیرون                                | Pete Docter                                      | Walt Disney Pictures, Pixar Animation Studios                                                                        | Walt Disney Studios Motion Pictures      |
| هفتاد و سومین مراسم گلدن گلوب   | انومالیسا                                   | چارلی کافمن and Duke Johnson                     | Starburns Industries, Snoot Films                                                                                    | Paramount Pictures                       |
| هفتاد و سومین مراسم گلدن گلوب   | دایناسور خوب                                | پیتر سون                                         | Walt Disney Pictures, Pixar Animation Studios                                                                        | Walt Disney Studios Motion Pictures      |
| هفتاد و سومین مراسم گلدن گلوب   | فیلم بادام زمینی                            | Steve Martino                                    | بلو اسکای استودیو، 20th Century Fox Animation, Peanuts Worldwide, پال فیگ                                            | 20th Century Fox                         |
| هفتاد و سومین مراسم گلدن گلوب   | شان گوسفنده                                 | Richard Starzak and Mark Burton                  | Aardman Animations                                                                                                   | استودیوکانال                             |
| هفتاد و چهارمین مراسم گلدن گلوب | زوتوپیا                                     | Byron Howard and Rich Moore                      | Walt Disney Pictures, Walt Disney Animation Studios                                                                  | Walt Disney Studios Motion Pictures      |
| هفتاد و چهارمین مراسم گلدن گلوب | کوبو و دو تار                               | تراویس نایت                                      | Laika | Focus Features                           |
| هفتاد و چهارمین مراسم گلدن گلوب | موانا                                       | Ron Clements and John Musker                     | Walt Disney Pictures, Walt Disney Animation Studios                                                                  | Walt Disney Studios Motion Pictures      |
| هفتاد و چهارمین مراسم گلدن گلوب | زندگی من به عنوان یک کدو                    | Claude Barras                                    | Rhône-Alpes Studios                                                                                                  | Gebeka Pictures                          |
| هفتاد و چهارمین مراسم گلدن گلوب | آواز                                        | گارت جنینگز                                      | Illumination Entertainment                                                                                           | Universal Pictures                       |
| هفتاد و پنجمین مراسم گلدن گلوب  | کوکو                                        | Lee Unkrich                                      | Walt Disney Pictures, Pixar Animation Studios                                                                        | Walt Disney Studios Motion Pictures      |
| هفتاد و پنجمین مراسم گلدن گلوب  | بچه رئیس                                    | تام مک‌گراث                                       | DreamWorks Animation                                                                                                 | 20th Century Fox                         |
| هفتاد و پنجمین مراسم گلدن گلوب  | نان‌آور                                      | نورا توومی                                       | کارتون سالون، Telefilm Canada, Irish Film Board, Melusine Productions, آنجلینا جولی، گورو استودیو، Aircraft Pictures | GKIDS, Elevation Pictures, StudioCanal   |
| هفتاد و پنجمین مراسم گلدن گلوب  | فردیناند                                    | کارلوز سالدانیا                                  | Blue Sky Studios, 20th Century Fox Animation, Davis Entertainment                                                    | 20th Century Fox                         |
| هفتاد و پنجمین مراسم گلدن گلوب  | وینسنت بامحبت                               | دوروتا کوبیلا and Hugh Welchman                  | BreakThru Productions, Trademark Films                                                                               | Next Film, Altitude Film Distribution    |
| ۲۰۱۸                            | مرد عنکبوتی: به درون دنیای عنکبوتی          | Bob Persichetti, Peter Ramsey and Rodney Rothman | Columbia Pictures, Sony Pictures Animation, مارول انترتینمنت                                                         | گروه سینمایی سونی پیکچرز                 |
| ۲۰۱۸                            | شگفت‌انگیزان ۲                               | Brad Bird                                        | Walt Disney Pictures, Pixar Animation Studios                                                                        | Walt Disney Studios Motion Pictures      |
| ۲۰۱۸                            | جزیره سگ‌ها                                  | Wes Anderson                                     | استودیو بابلسبرگ، Indian Paintbrush, American Empirical Pictures                                                     | سرچلایت پیکچرز                           |
| ۲۰۱۸                            | میرای                                       | مامورو هوسودا                                    | استودیو چیزو | توهو، GKIDS                              |
| ۲۰۱۸                            | رالف اینترنت را خراب می‌کند                  | Rich Moore and Phil Johnston                     | Walt Disney Pictures, Walt Disney Animation Studios                                                                  | Walt Disney Studios Motion Pictures      |
| ۲۰۱۹                            | حلقه گمشده                                  | کریس باتلر                                       | آناپورنا پیکچرز، Laika                                                                                               | یونایتد آرتیستس                          |
| ۲۰۱۹                            | یخ‌زده ۲                                     | Chris Buck and Jennifer Lee                      | Walt Disney Pictures, Walt Disney Animation Studios                                                                  | Walt Disney Studios Motion Pictures      |
| ۲۰۱۹                            | چگونه اژدهای خود را تربیت کنیم: دنیای پنهان | Dean DeBlois                                     | DreamWorks Animation                                                                                                 | Universal Pictures                       |
| ۲۰۱۹                            | شیرشاه                                      | جان فاورو                                        | Walt Disney Pictures, Fairview Entertainment                                                                         | Walt Disney Studios Motion Pictures      |
| ۲۰۱۹                            | داستان اسباب‌بازی ۴                          | جاش کولی                                         | Walt Disney Pictures, Pixar Animation Studios                                                                        | Walt Disney Studios Motion Pictures      |

### دههٔ ۲۰۲۰
| سال  | فیلم                               |
| ---- | ---------------------------------- |
| ۲۰۲۰ | روح                                |
| ۲۰۲۰ | غارنشینان: عصر جدید                |
| ۲۰۲۰ | به پیش                             |
| ۲۰۲۰ | روی ماه                            |
| ۲۰۲۰ | ولف واکرز                          |
| ۲۰۲۱ | افسون                              |
| ۲۰۲۱ | فرار کن                            |
| ۲۰۲۱ | لوکا                               |
| ۲۰۲۱ | مجنون آفتابی من                    |
| ۲۰۲۱ | رایا و آخرین اژدها                 |
| ۲۰۲۲ | پینوکیوی گیرمو دل تورو             |
| ۲۰۲۲ | اینو-اوه                           |
| ۲۰۲۲ | مارسل، صدف کفش به پا               |
| ۲۰۲۲ | گربه چکمه‌پوش: آخرین آرزو           |
| ۲۰۲۲ | قرمز شدن                           |
| ۲۰۲۳ | پسر و مرغ ماهی‌خوار                 |
| ۲۰۲۳ | المنتال                            |
| ۲۰۲۳ | مرد عنکبوتی: در میان دنیای عنکبوتی |
| ۲۰۲۳ | فیلم برادران سوپر ماریو            |
| ۲۰۲۳ | سوزومه                             |
| ۲۰۲۳ | آرزو                               |